# 脱税
脱税（だつぜい、英語: Tax Evasion、ドイツ語: Steuerhinterziehung）とは、納税義務者が偽りその他不正行為により、課税要件の全部または一部を秘匿し、納税を免れることや還付を受けることをいう。租税逋脱（そぜいほだつ）とも呼ばれている。

## 概要
どのような行為をもって脱税と見なすか、その判定基準は国ごとに異なっている。（別の言い方をするならば）脱税と（いわゆる）節税の線引きは国ごとに異なっている。また、「脱税」と判定された者への行政の対応、等々も国ごとに異なっている。
日本では、脱税は「偽りその他不正な行為」により納税を免れる行為のことである。かつては不正または偽りの行為をもって課税額を少なくした申告書を提出することにより課税を逃れる例が主流であったが、取引のグローバル化やインターネット取引の普及などによって、申告すべき所得があるにもかかわらず申告しない例（無申告）が目立つようになってきたことから、平成23年度の税制改正により、確定申告書等をその提出期限までに提出しないことにより所得税を免れた者は、5年以下の懲役若しくは500万円以下の罰金に処し、またはこれを併科することとなった。
融資などを目的に収入を多く見せかけて粉飾決算等を行うのは脱税とは異なる（ただし、特別背任罪のほかに、詐欺罪や金融商品取引法違反などの罪に問われる）。

## 類似の概念との違い
租税回避
脱税が課税要件を充たすことを秘匿して納税義務の履行を妨げる行為であるのに対し、租税回避は課税要件が充たされることを回避して納税義務の成立を妨げる行為、または減税・免税や還付に関する規定の適用要件を充たす行為である。
節税
脱税が「偽りその他不正の行為（国税通則法38条6号）」などにより租税の負担を免れる行為であるのに対し、節税は租税法の予定している方法により租税負担を軽減・排除する行為である。

## いわゆる「申告漏れ」「所得隠し」について
計算誤りにより所得が過少となっていた場合や、税法の解釈の誤り、解釈の相違による過少申告、また所得を得ていることを知らなかったり申告手続きが遅れた場合や、その所得が申告すべきものであると知らず放置していただけの場合は通常脱税の範疇に含まれないものとされ、意図的な所得隠しには当たらない申告漏れとして取り扱われている。しかしこうした例の場合でも、大企業や著名人が税務調査により多額の申告漏れを指摘された場合には報道される例が多い。さらには税務調査の結果所得隠しを目的とした仮装・隠蔽の事実が認められた場合は、通常の過少申告加算税に変えて重加算税が賦課される等の差異が設けられている。
ただし仮に本人に税金逃れの意図があったとしても、単純ミスか意図的なものかが一見区別できない程度の行為であった場合は「申告漏れ」として処理される例が多い。このような例では「脱税しました」という自白を伴わない限り脱税を立証することが容易でないからである。また行政側も重加算税を賦課された納税者側が原告となって重加算税の賦課取り消しを求める裁判を起こされた際に脱税の証拠不十分で敗訴する可能性が低くないことが想定される場合、納税者側との係争やそれにかかる膨大な費用と時間、労力の消費を避けるために重加算税の賦課決定を見送る例も少なくない。ただしこの場合も申告誤り等に対するペナルティとしての過少申告加算税・無申告加算税や税金の滞納に対する延滞税が課される。

## 日本

### 日本での対応
日本では租税犯については刑事訴訟法の手続きにより取扱われるが、その前提として国税通則法による犯則事件の調査が行われることが多い。
脱税は課税庁を欺いて納税を免れる行為であることから、詐欺罪の特別法として各税法の罰則が適用されている。直接税並びに関税及び消費税の脱税犯については、所得税法、法人税法などの各税法に基づき、一般的に10年以下の懲役もしくは1000万円以下の罰金に処せられる（併科有り）こととされる。

### 日本での対策
日本では脱税対策として次のようなことが挙げられている。
- 納税者自身の意識の高揚と誠実・正確な申告
- 税務署の調査能力の向上
- 脱税行為に対する罰則規定の強化
- 税務署による公正かつ平等な税法の適用
- 極度に複雑化した税法の簡素化・通達課税の撤廃
- 個人番号（マイナンバー制度）の運用

### 日本での傾向と事例
最近の日本では、脱税の多い業種は不動産業、建設業、人材派遣業である。

#### 過去の脱税事件例
- 金丸事件
- 明電工事件
- 光進事件
- 野村沙知代脱税事件
- 工藤會野村総裁脱税事件
- 高須クリニック脱税事件
- 山口組竹中組長脱税事件
- 北九州土地転がし事件
- プロ野球脱税事件
- 東京パブコ脱税事件
- ケイ・ワン脱税事件
- 加藤紘一元秘書脱税事件
- ネオギルド脱税指南事件[11]
- ライジングプロダクション脱税事件
- 伊藤ハム輸入豚肉関税脱税事件
- 川本源司郎脱税事件
- 大光事件
- ナイスアシスト事件
- 三崎優太脱税事件
- ユーフォーテーブル脱税事件
- 帝京大学医学部裏口入学事件
- 日本ヘルシー産業脱税事件

## 世界
国によっては、タックス・アムネスティ(en:Tax amnesty)がある。